# Horváth Béla (ügyész)
Horváth Béla (Kecskemét, 1847. augusztus 27. – Kecskemét, 1934. március 6.) királyi ügyész, táblai tanácselnök, táblabíró.

## Élete
Horváth Döme királyi táblai tanácselnök és Bódógh Rozália fia. A gimnáziumot szülővárosában, Pesten és Budán 1864-ben, az egyetemet Pesten végezte és 1870-ben ügyvédi oklevelet nyert. Szolgált a királyi táblán mint segédfogalmazó, Kecskemét városánál mint tiszti alügyész; majd a királyi bíróságok szervezése után a kecskeméti királyi törvényszéknél mint jegyző, királyi alügyész és 1891-től a pestvidéki királyi törvényszéknél Budapesten mint királyi ügyész és királyi főügyészi helyettes. A később a táblához került táblabírónak, majd táblai tanácselnök lett. 1915-ben vonult nyugdíjba. 30 évig élt Budapesten, végül 1916-ban visszaköltözött szülővárosába. 1929-ben Kecskemét város törvényhatósági bizottsága megválasztotta örökös tagjává.
Dolgozatai a Részvét Lapjaiban (Kecskemét, 1865. Zschokke után két beszély); a Kecskeméti Lapoknak rendes munkatársa volt (1870. 37-39. sz. Kottaner Helén emlékirata, franciából ford.); cikkei a Jogtudományi Közlönyben (1881. A nagyobb és kisebb jurisdictio, A Btk. 116. §-ához, 1882. Bűnügyi eljárásunkról, Az 1871. évi 8. törvénycikkhez); írt még jogi cikkeket a Büntető Jog Tárába is.

## Munkája
- A képmutató, vígj. 5 felv. Picard után ford. Kecskemét, 1864.